# Proszynskia diatreta
Espèce
Synonymes
- Viciria diatreta Simon, 1902

Proszynskia diatreta est une espèce d'araignées aranéomorphes de la famille des Salticidae.

## Distribution
Cette espèce se rencontre en Inde et au Sri Lanka.

## Description
Le mâle décrit par Kanesharatnam et Benjamin en 2019 mesure 7,00 mm et la femelle 8,45 mm.

## Publication originale
- Simon, 1902 : Description d'arachnides nouveaux de la famille des Salticidae (Attidae) (suite). Annales de la Société Entomologique de Belgique, vol. 46, p. 24-56 & 363-406 (texte intégral).